# Méthode des mailles
 (novembre 2013).
Si vous disposez d'ouvrages ou d'articles de référence ou si vous connaissez des sites web de qualité traitant du thème abordé ici, merci de compléter l'article en donnant les références utiles à sa vérifiabilité et en les liant à la section « Notes et références ».

Schéma d'un montage électrique illustrant la loi des mailles. Dans une boucle, la somme des tensions est nulle.
U_{ab} + U_{bc} + U_{cd} + U_{da} = 0

La méthode des mailles est la mise en pratique d'une des lois de Kirchhoff et plus particulièrement de la loi des mailles.

## Définition
Une maille essentielle est une maille dont les composants ont besoin de tous les nœuds pour fonctionner.

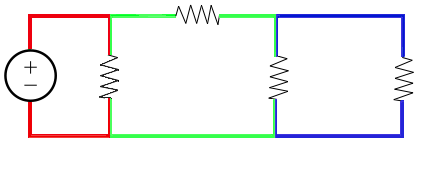
Les 3 boucles sont des « mailles essentielles »
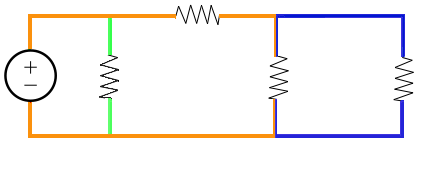
La boucle orange n'est pas une « maille essentielle »

Animation GeoGebra